# ホーンパイプ
ホーンパイプ（hornpipe）とは、

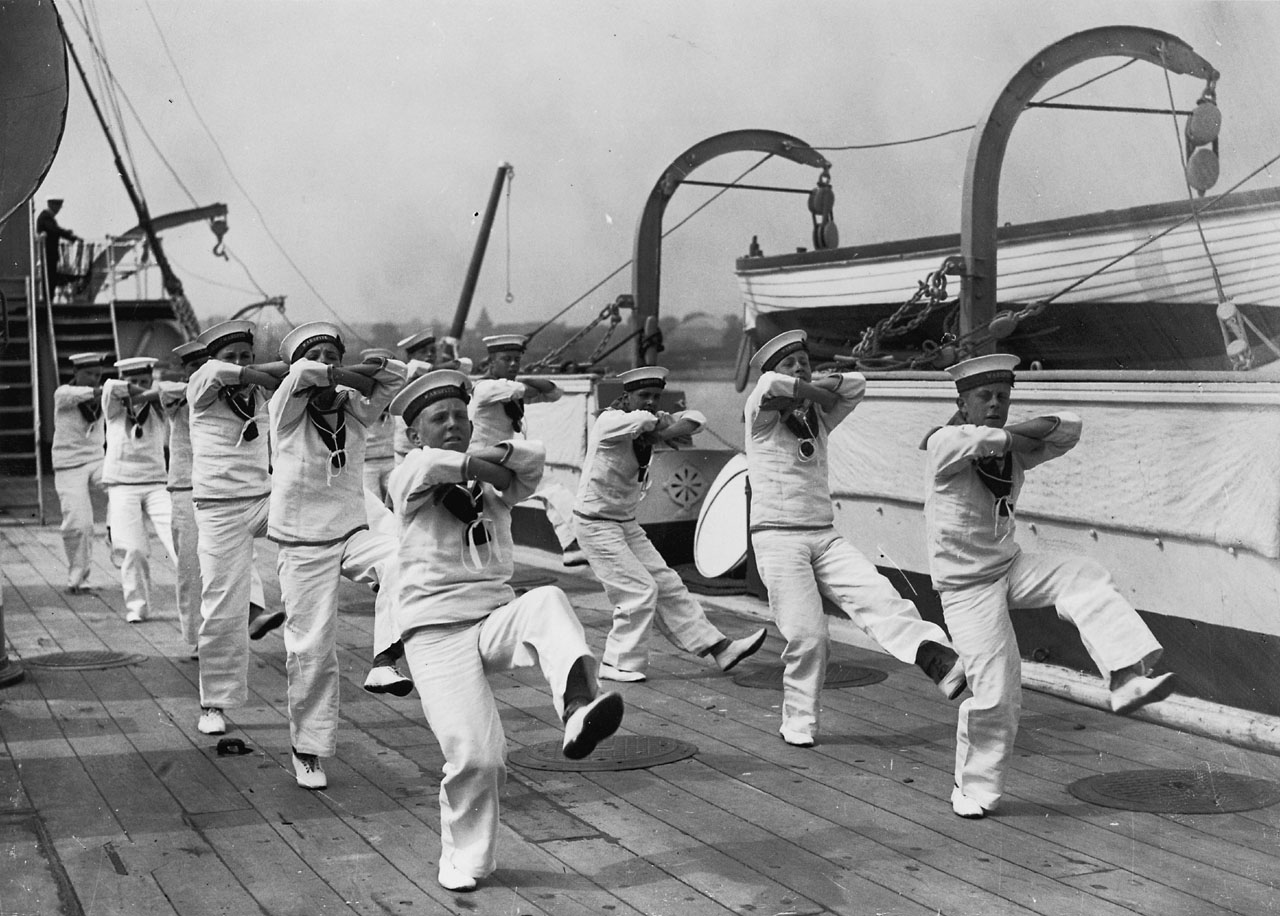
英国海軍士官候補生のホーンパイプ（1928年）

- 17世紀後半に生まれたイギリス式フォークダンス、およびそのための舞曲。いくつかの種類があり、クラシック音楽にも取り入れられている。
- 動物の角を組み込んだ木管楽器。

を指す名称として一般的に用いられる。

## フォークダンスのホーンパイプ
フォークダンスのホーンパイプにはいくつかの種類がある。

### 4/4拍子
今日、一般的に「ホーンパイプ」と言われているもので、ハード・シューズを履いて踊られることが多い。
4/4拍子のホーンパイプには2つのタイプがある。1つは『水夫のホーンパイプ』のような、均等な音符（イーブン）で、時々2/2拍子になり、スコットランドのダンスのリールと較べるとわずかに遅いもの。もう1つは『The Harvest Home』のような、付点音符ではねる感じ（バウンス）のもの。19世紀のホーンパイプの中には、この2つが混ざったものもある。
4/4拍子のホーンパイプは18世紀かそれ以前に生まれたが、ポピュラーになったのは19世紀初期のことで、その時代に多くの曲が作られた。アイルランドでは『The Groves Hornpipe』、『The Boys of Bluehill』という曲が、イングランドでは、タインサイド（Tyneside）のフィドル奏者兼パブ経営者のジェームズ・ヒル（James Hill, 1811年頃 - 1853年）が『The High Level Bridge』、『The Beeswing』、『The Hawk』、『The Omnibus』といった曲を作った。4/4拍子のホーンパイプはアメリカ合衆国でも人気があり、『ガーフィールドのホーンパイプ（President Garfield's Hornpipe）』という曲が作られた。
しかし、もっとも知られている曲は『水夫のホーンパイプ（The Sailor's Hornpipe、またはカレッジ・ホーンパイプ College Hornpipe、ジャックス・ザ・ラッド Jack's the Lad）』で、その旋律は、ヘンリー・ウッドの『イギリスの海の歌によるファンタジア』、ジョン・フィリップ・スーザの『ジャック・ター』、チャールズ・アイヴズの『ニューイングランドの祝祭日』第1曲「ワシントン誕生日」、マイク・オールドフィールドの『チューブラー・ベルズ』第2部の最後、キース・エマーソンのアルバム『Honky』、さらにはマルクス兄弟の映画『我輩はカモである』、『ポパイ』などに使われている。

### 3/2拍子
19世紀まで、北イングランドと低地スコットランドの器楽曲の中に、陽気な3/2拍子のホーンパイプがあった。ノーサンバーランドでは今でも『Dance ti thy Daddy』や『Lads of Alnwick』といった曲が知られていて、広く演奏されている。その多くはオフ・ビート（2・3拍めにアクセント）で、普通、偶数小節で（取り損なった）ダンス・ステップの帳尻を合わせる。曲が短く、最後のところに見てわかる符号がついているものはバリエーションをつけて演奏するのに非常に適していて、それでノーサンブリアン・スモールパイプ（Northumbrian smallpipes）演奏家の中で生き残ったのであろう。とくに『Lads of Alnwick』は、わかっている限り、1730年代にウィリアム・ディクソンの写本に現れてから、大きな変化もなく、口承であるいは写本で、現在まで生き残っている。

### 9/4拍子または9/8拍子
以前は3/2拍子のホーンパイプと区別する必要はないと考えられていたが、9/4拍子または9/8拍子のホーンパイプもある。ノーサンバーランドとアイルランドに残っている。初期のものはシンコペーションしている。『Mad Moll』、『The Peacock Follows the Hen』といった曲はジョン・プレイフォード出版の『ダンシング・マスター』（遅くとも1698年の出版）に載っている。現在では普通、アイルランドの名前「スリップ・ジグ」と呼ばれている。

## クラシック音楽のホーンパイプ
バロック期のイングランドの作曲家たちは、3/2拍子のホーンパイプをしばしば使った。その中でもとくに有名なものが、ゲオルク・フリードリヒ・ヘンデル『水上の音楽』の「アラ・ホーンパイプ」と、ヘンリー・パーセルの劇付随音楽『アブデラザール』および『妖精の女王』の「ホーンパイプ」である。

## 楽器のホーンパイプ
楽器のホーンパイプはリードの回り、音の出る先端、またはその両方に動物の角を組み込んだ木管楽器のこと。シングルリード楽器で、口で吹く場合と、袋を使う場合がある。「pibcorn」、「pibgorn」、「piccorn」とも呼ばれる。